# Dracula chimaera
Dracula chimaera é uma espécie de orquídea epífita de crescimento cespitoso cujo gênero é proximamente relacionado às Masdevallia, parte da tribo Pleurothallidinae. Esta espécie é originária do oeste da Colômbia, onde habita florestas úmidas e nebulosas.
Trata-se de espécie bastante variável, muito próxima da Dracula wallisii da qual pode ser diferenciada por suas sépalas mais estreitas mas principalmente pelas proporções de algumas das estruturas do labelo. Alguns autores consideram as duas serem apenas variações da mesma espécie.